# Calvatone
Calvatone (lombardul: Calvatòn) település Olaszországban, Lombardia régióban, Cremona megyében. Lakosainak száma 1159 fő (2023. január 1.). Calvatone Acquanegra sul Chiese, Bozzolo, Canneto sull’Oglio, Piadena Drizzona és Tornata községekkel határos.

## Népesség
A település népességének változása:
| Lakosok száma | 1254 | 1217 | 1200 | 1159 |
|               | 2013 | 2017 | 2018 | 2023 |